# Creuer Bolzano
El Bolzano va ser un creuer pesant de la Regia Marina, utilitzat durant la Segona Guerra Mundial,  Pertanyia a la classe Trento, l'últim vaixell d'aquest tipus que va ser construït per Itàlia.
Una versió modificada de l'anterior classe Trento , tenia un desplaçament més pesat, una longitud lleugerament més curta, un model més nou de canó de 203 mm (8 polzades) i un sistema de propulsió més potent, entre altres diferències influenciades per la classe Zara que havia seguit els Trento. El Bolzano va ser construït pels Gio. Ansaldo & C. entre la col·locació de la quilla el juny de 1930 i la posada en funcionament l'agost de 1933.
El Bolzano va tenir una carrera en temps de pau força tranquil·la, que consistia principalment en revistes navals per a dignataris italians i estrangers. Va veure una àmplia acció durant els tres primers anys de la participació d'Itàlia a la Segona Guerra Mundial. Va participar en les batalles de Calàbria, Tàrent, del cap Spartivento i del cap Matapan. El vaixell va resultar lleugerament danyat a Calàbria, però va sortir il·lès dels altres enfrontaments. També va escortar amb freqüència combois al nord d'Àfrica el 1941 i el 1942 i va patrullar per a les forces navals britàniques al mar Mediterrani central.
El vaixell va ser torpedinat dues vegades per submarins britànics; la primera, el juliol de 1941, va necessitar tres mesos de reparació. La segona, l'agost de 1942, va causar grans danys i va posar fi a la carrera del vaixell. Finalment va ser remolcat de tornada a La Spezia, on s'havien de completar les reparacions. Els recursos no estaven disponibles, però, i el Bolzano es va quedar allà, fora de joc. Els plans per convertir-lo en un portaavions-creuer híbrid no van quedar en res pel mateix motiu. Després que Itàlia es va rendir als Aliats el setembre de 1943, La Spezia va ser ocupada per les forces alemanyes; per evitar que l'utilitzessin com a vaixell de bloqueig, homes granota italians i britànics van enfonsar el Bolzano amb torpedes tripulats Chariot el juny de 1944. La Marina italiana finalment va aixecar el vaixell el setembre de 1949 i el va desballestar per a la ferralla.

## Disseny

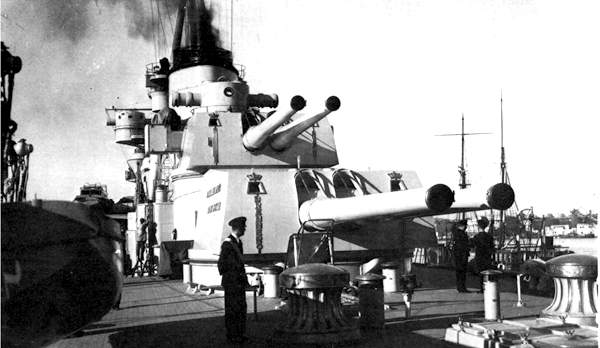
L'artilleria de 203/53 mm de Bolzano, la torreta del punt de tir d'artilleria 100/47 és visible a la part superior esquerra

El Bolzano va ser ordenat sota el programa de construcció 1929–1930; la Regia Marina havia previst inicialment la construcció de sis creuers pesats als anys 1920 i 1930, que comprenien les classes Trento i Zara. Aquests vaixells havien d'haver operat com a dues divisions de creuers de tres vaixells, però el 1929, la Regia Marina havia decidit utilitzar el Pola com a vaixell insígnia temporal de la flota mentre es reconstruïen els cuirassats de la classe Conte di Cavour. Com a resultat, la Regia Marina , que estava sota una intensa pressió de Gio. Ansaldo & C. per un contracte de construcció, va demanar un setè creuer pesat. Es va preparar un nou disseny que es basava en gran manera en la classe Trento , però també incorporava millores del disseny de la Zara. Aquestes incloïen el nou canó més llarg de 203 mil·límetres (8 polzades), calderes més potents i una coberta de castell de proa augmentada per millorar la navegació. L'alt comandament de la Regia Marina va persistir en la seva creença que la velocitat era més important que el blindatge, de manera que el nou vaixell va adoptar un nivell de protecció similar als Trento, en lloc dels Zara més robustos. Els mariners de la flota es referien al Bolzano com un errore splendidamente riuscito, un error ben executat" a causa de la seva feble protecció del blindatge. En lloc de produir un tercer exemple de la classe Trento obsoleta, es podria haver construït una unitat més de la classe Zara més avançada però això es va evitar, ja que hauria significat que Ansaldo compartia part dels beneficis amb el rival OTO.

### Característiques generals i maquinària
El Bolzano feia 187,6 metres (615 peus 6 polzades) de llargada entre perpendiculars i 196,9 m (646 peus) de llargada total. Tenia una mànega de 20,6 m (67 peus 7 polzades) i un calat de 6,8 m (22 peus 4 polzades). Desplaçava 10.890 tones llargues (11.060 t) normalment i fins a 13.665 tones llargues (13.884 t) a plena càrrega, tot i que el seu desplaçament estava nominalment dins de la restricció de 10.000 tones llargues (10.160 t) establerta pel Tractat Naval de Washington. Tenia una tripulació de 725 oficials i marineria tal com estava configurat originalment, encara que el seu complement durant la guerra va augmentar a 28 oficials i 788 soldats. El vaixell estava equipat amb dos pals de trípode, un a la part superior de la superestructura davantera i l'altre just davant de l'embut posterior. Una gran catapulta d'avió giratòria es va situar al mig del vaixell, entre els dos embuts. Podia transportar dos o tres hidroavions IMAM Ro.43 per al reconeixement aeri.
La seva central elèctrica constava de quatre turbines de vapor Parsons, que accionaven quatre hèlixs de cargol, i eren accionades per deu calderes de tubs d'aigua alimentades amb gasoil , que estaven encaixades en dos embuts molt espaiats. Els seus motors tenien una potència de 150.000 cavalls (110.000  kW) i produïen una velocitat màxima de 36 nusos (67 km/h; 41 mph). Durant les proves de velocitat amb un desplaçament lleuger de 10.847 tones llargues (11.021 t), va arribar a 36,81 nusos (68,17 km/h; 42,36 mph) des de 173.772 shp (129.582 kW). L'electricitat era proporcionada per generadors amb una potència total de 1.080 quilowatts (1.450 CV).

### Armament i blindatge
El Bolzano estava armat amb una bateria principal de vuit canons Mod 29 de calibre 53 de 203 mm en quatre torretes. Les torretes estaven disposades en parelles superfires cap endavant i cap a popa. La defensa antiaèria va ser proporcionada per una bateria de setze canons K10100 mm (4 polzades) en muntatges dobles, quatre canons Vickers-Terni de 40 mm (1,6 polzades) de cal. 39 en muntatges individuals i vuit canons de 13,2 mm (0,52 polzades) en muntatges dobles. La bateria secundària del Bolzano va ser revisada diverses vegades durant la seva carrera. Dos dels canons de 100 mm es van retirar a finals de la dècada de 1930 i vuit de canons de 37 mm (1,5 polzades) de cal. 54 es van instal·lar al seu lloc. Els vuit canons de 13,2 mm (0,52 polzades) es van substituir per quatre canons antiaeris de 20 mm (0,79 polzades) de cal. 65 el 1942. També portava una bateria de vuit tubs de torpedes de 533 mm (21,0 polzades) muntats en quatre llançadors bessons sobre l'aigua.
Estava protegit amb un cinturó blindat de 70 mm (2,8 polzades) de gruix al mig del vaixell, i cobert amb mampares blindades transversals a cada extrem de la ciutadella. La mampara davantera era de 60 mm (2,4 polzades) i la popa era de 50 mm (2 polzades). La seva coberta blindada tenia 50 mm de gruix a la part central de la nau i es reduïa a 20 mm (0,79 polzades) a cada extrem. Les torretes de canó tenien un revestiment de 100 mm (3,9 polzades) de gruix a les cares i les barbetes on s'asseien tenien entre 60 i 70 mm de gruix. La torre de control principal tenia costats de 100 mm de gruix i un sostre de 40 mm (1,6 polzades).

## Servei
La quilla del Bolzano es va posar a la drassana d'Ansaldo a Gènova l'11 de juny de 1930, i el seu casc acabat es va avarat el 31 d'agost de 1932. El vaixell es va completar el 19 d'agost de 1933 i es va posar en servei a la flota italiana. El 2 de desembre, el Bolzano es va unir al Trento i Trieste a la 2a Divisió de la 1a Esquadra. El vaixell va rebre la seva bandera de batalla el 29 de juny de 1934 en una cerimònia celebrada al Gran Canal de Venècia, en companyia del Trento. El mes següent, la 2a Divisió es va convertir en 3a Divisió. El 27 de novembre de 1936, va participar en una revista naval per al regent d'Hongria, Miklós Horthy. Del 10 al 12 de març de 1937, el Bolzano va escortar el dictador italià Benito Mussolini en un creuer a la Líbia italiana.
El vaixell va dirigir-se cap a les Illes Balears per recuperar els cossos de sis mariners italians que havien mort el 25 de maig a bord del creuer auxiliar Barletta pels bombarders republicans durant la Guerra Civil Espanyola; el Bolzano va tornar a Itàlia el 3 de juny. Quatre dies més tard, va participar en exercicis d'entrenament al golf de Nàpols; aquests es van celebrar durant la visita del mariscal de camp alemany Werner von Blomberg. Una altra revisió important de la flota va tenir lloc el 5 de maig de 1938, aquesta vegada per honrar el dictador alemany Adolf Hitler durant la seva visita d'estat. Mussolini va visitar el Bolzano el gener de 1939 mentre estava destinat a La Maddalena, Sardenya. El vaixell va participar en una revista pel príncep Pau de Iugoslàvia al golf de Nàpols el 17 de maig. També va ser present durant la primera celebració del Dia de la Marina, celebrada entre el 5 i el 19 de juny a Livorno.
El vaixell va participar en la Segona Guerra Mundial, realitzant tasques d'escorta de combois durant el conflicte i participant en les batalles més importants del mar Mediterrani.
El 1938 , amb motiu de la crisi dels Sudets, la Regia Marina va tornar a valorar la possibilitat de construir un portaavions, inicialment segons el projecte "Gagnotto" desenvolupat durant la guerra d'Etiòpia que preveia la transformació del transatlàntic Roma en un portaavions, i entre les hipòtesis, també es va valorar la possibilitat de transformar el creuer pesant Bolzano en un creuer de llançament d'avions, a partir de la del creuer portaavions creat pel general dels Enginyers Navals Giuseppe Rota l'any 1925, mitjançant l'enderrocament de la superestructura amb l'excepció de les dues torres de 203 mm a l'extrem proa i a l'extrema popa, amb la instal·lació de quatre catapultes, una de les quals està encastada a la coberta i tres poden ser inclinades; s'hauria construït una petita illa amb un o dos embuts al costat dret del vaixell. El vaixell en aquesta configuració hauria estat capaç de manejar una dotzena d'avions de caça. No obstant això, el projecte va quedar arxivat.

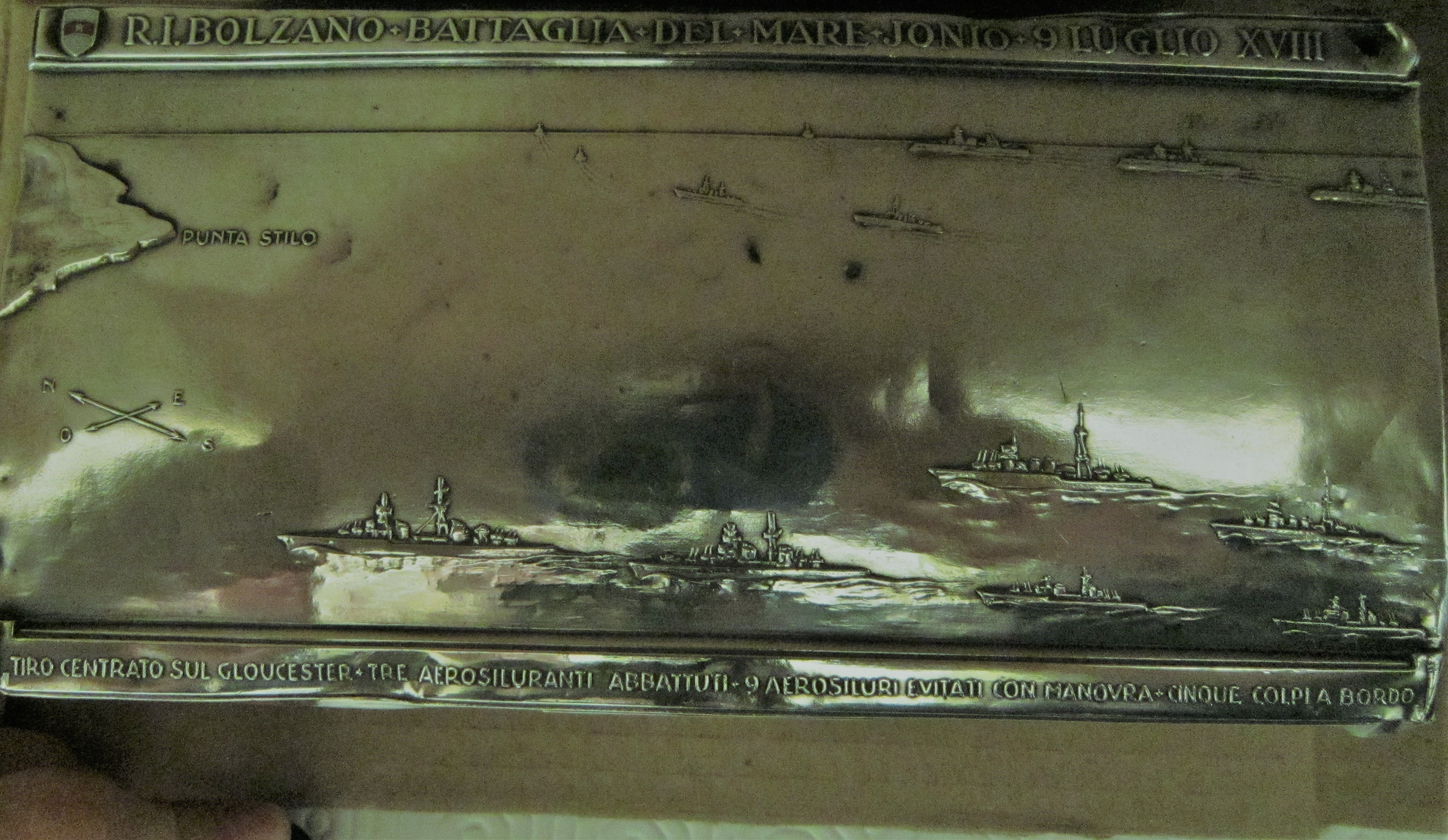
Tapa de plata de la capsa del reliquiari de breu commemorativa de la participació en la batalla aeronaval de Punta Stilo. A la vora superior els detalls històrics, a la vora inferior la descripció dels esdeveniments a bord.

En esclatar la Segona Guerra Mundial el vaixell, equipat amb hidroavions IMAM Ro.43, el Bolzano va ser assignat a la 2a Divisió de la 2a Esquadra juntament amb el Trento i el Trieste i el 9 de juliol de 1940 , juntament amb el Trento, va participar en la batalla de Punta Stilo ; allà, va liderar la línia de creuers pesats italians mentre s'enfrontaven als seus homòlegs britànics. Va ser colpejat per una salva de tres obusos de 6 polzades (152 mm) a les 16:05 que van matar dos tripulants i van bloquejar el timó a babord, obligant-la a girar en un cercle tancat. Els obusos també van colpejar la seva torreta cap endavant, tot i que encara va poder disparar. Els èxits havien vingut del creuer lleuger HMS Neptune. Va aconseguir continuar la lluita malgrat els danys al timó i la torreta de proa de 203, un llançatorpedes destruït i algunes fuites a popa, a estribord, per on es carregaven uns centenars de tones d'aigua (la majoria expulsada amb les bombes).
Després que les dues flotes es van desenganxar, els avions italians van identificar erròniament el vaixell com un vaixell britànic i el van atacar, encara que no van aconseguir cap impacte. Va arribar a La Spezia el 12 de juliol, on es van reparar els seus danys de batalla. A la nit de l'11 al 12 de novembre, el Bolzano havia estat traslladat a Tàrent; va estar present durant l'atac a Tàrent aquella nit, però no va ser atacat pels torpediners britànics. Una onada de bombarders horitzontals es va encarregar d'atacar el Bolzano i els dos Trentos, però els seus capitans van decidir contenir el foc; com a resultat, els avions britànics no van poder localitzar els tres creuers a la foscor i van atacar altres vaixells.
El 31 d'agost va formar part de la força naval que va sortir al mar per contrarestar l'operació britànica "Barrets" i, tanmateix, va tornar sense haver disparat un sol tret.

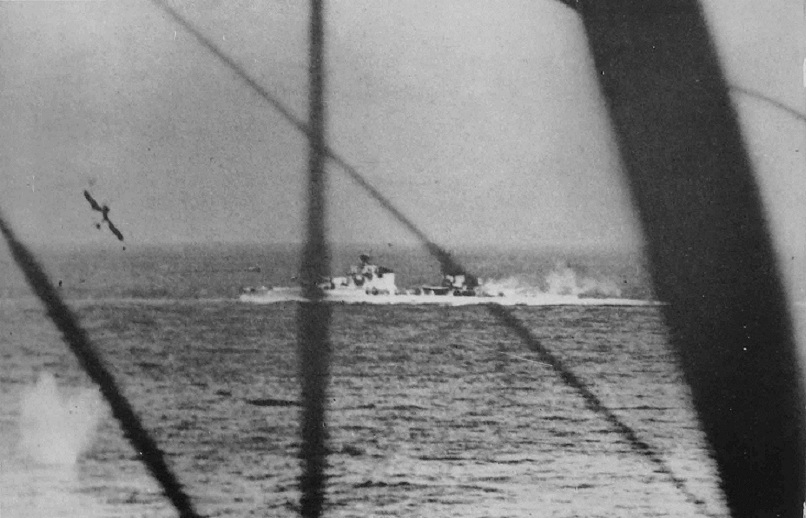
El Bolzano sota l'atac de torpedes aeris al cap Matapan

El 26 de novembre, Bolzano i la resta de la flota van sortir per interceptar un comboi britànic a Malta . En la batalla del cap Spartivento posterior, el Bolzano es va enfrontar al creuer de batalla HMS Renown, però cap dels dos vaixells va aconseguir cap cop abans que ambdós bàndols interrompessin l'acció. Durant la batalla fer 27 trets (molt menys que els dos bessons, perquè el seu tir va ser pertorbat per les cortines de fum), va llançar un hidroavió que va ser el primer avió que identificà les unitats britàniques, i va aconseguir aprofitar la seva gran velocitat per trencar el contacte desigual amb els cuirassats enemics.
El 9 de febrer de 1941 va formar part de la formació que va sortir a atacar les unitats britàniques que havien bombardejat Gènova i en aquesta ocasió va catapultar un hidroavió per localitzar l'enemic, però no va tenir èxit. A més, la confusió, els retards i els errors en els albiraments i les comunicacions van fer que la flota britànica quedés tranquil·la.
Va participar en l'escombrada cap a la Mediterrània oriental a finals de març de 1941 que va resultar en la batalla del cap Matapan. Durant la batalla, els torpediners britànics van atacar el Bolzano, però ella va esquivar amb èxit els seus torpedes. El Bolzano va participar després en les tasques d'escorta dels combois a Trípoli durant els mesos següents per donar suport a les forces de l'Eix que lluitaven a la campanya del nord d'Àfrica. El 24 d'abril de 1941, juntament amb el Trieste, la VII Divisió de Creuers i dos destructors (Ascari i  Carabiniere), formava part de l'escorta indirecta a un comboi de cinc vaixells mercants (Marburg, Rialto, Kibfels, Birmania i Reichenfels) dirigit cap a Nord d'Àfrica.
Un altre va seguir un mes després, del 24 al 27 de maig, i dos es van dur a terme al juny, el 8 al 9 i el 25 de juny a l'1 de juliol. Va protegir un cinquè comboi que va anar a Trípoli i de tornada del 16 al 20 de juliol. Les operacions dels combois es van interrompre a finals d'agost per una escombrada infructuosa per localitzar vaixells de guerra britànics. Mentre tornava al port per l'estret de Messina, Bolzano va ser torpedinat pel submarí britànic HMS Triumph. Va ser remolcat fins a Messina per un parell de remolcadors , on es van fer reparacions, que van durar tres mesos. Va tornar al servei a temps per escortar un altre comboi a Trípoli del 8 al 9 de novembre.
Un mes més tard va tornar a oferir escorta indirecta (juntament amb el Trento i els destructors Ascari, Lanciere i Carabiniere) a un altre comboi cap a Líbia, format pels transports de tropes Conte Rosso, Marco Polo, Esperia i Calitea . La pèrdua del Conte Rosso, que es va produir a causa dels torpedes del submarí anglès HMS Upholder, només va confirmar la inutilitat de l'escorta per part d'unitats més grans (cuirassats i creuers). El 27 d'abril els dos creuers van escortar dos combois de tornada.
Tanmateix, no hi va haver problemes en l'escorta indirecta d'un altre comboi, l'"Esperia", entre el 8 i el 9 de juny del mateix any; a més del Bolzano , també hi van participar el Trento, el Lanciere, l'Ascari i el Corazziere.
Entre el 16 i el 20 de juliol el Bolzano i el Trieste , juntament amb els destructors Ascari , Carabiniere i Corazziere, van oferir escorta indirecta a un comboi ràpid per al transport de tropes (Neptunia , Oceania i Marco Polo) de Tàrent a Trípoli.
El 26 d'agost de 1941 va sortir a la mar juntament amb la resta de la III Divisió (a la qual s'havia unit el creuer pesant Gorizia) i altres unitats, per contrarestar l'operació britànica "Mincemeat" (constituïda per l'explotació minera de la zona del mar). davant de la costa de Livorno). No havent entès el propòsit de l'operació britànica, i pensant que es tractava d'un comboi, les unitats italianes no van entrar en contacte amb les angleses. El Bolzano va ser torpedinat pel submarí britànic HMS Triumph i, remolcat fins a Messina, va estar sense combat durant tres mesos.

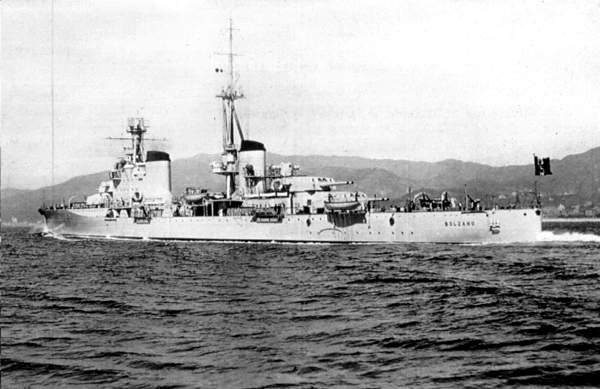
El Bolzano navegant

Al setembre encara era a Messina quan va ser colpejat per una bomba durant un atac aeri. Hi va haver diversos danys, morts i ferits.
Umbert, príncep del Piemont, hereu del tron italià, va visitar el vaixell mentre es trobava a Messina el 17 de juliol de 1942.
A l'agost, els creuers pesats italians supervivents, Bolzano, Trieste i Gorizia havien estat reorganitzats com a 3a Divisió. L'11 d'agost, els tres creuers van sortir per interceptar un comboi britànic, però finalment van rebre l'ordre de tornar després que la Luftwaffe negués el suport aeri. En el viatge de tornada van ser emboscats pel submarí britànic HMS Unbroken, que va torpedinar el Bolzano i el creuer lleuger Muzio Attendolo, causant danys importants al Bolzano. L'explosió del torpede va provocar un incendi, fet que va provocar que la tripulació inundés les santabàrbares de proa per evitar que el foc s'estengués cap a ells i detonés les càrregues de propel·lent emmagatzemades allí. Per evitar que s'enfonsés, la seva tripulació va varar el vaixell a l'illa de Panarea. El vaixell estava marcant 45 graus i la tripulació va haver d'abandonar el vaixell. L'endemà el foc va cremar fins que alguns dels tripulants van poder tornar per apagar-lo. Va romandre allí fins al 15 de setembre, moment en què les parts de control de danys havien apuntalat el casc danyat prou per permetre que els remolcadors la remolquessin de tornada a Nàpols, on va entrar al dic sec perquè els danys poguessin ser inspeccionats. Es van fer reparacions temporals, i a l'octubre va ser traslladada més al nord, a La Spezia, on es completarien les reparacions permanents. Mentre esperava reparacions, la Regia Marina va considerar reconstruir el vaixell en un portaavions-creuer híbrid. Això hauria requerit eliminar l'estructura del pont i les torretes de canó de proa, i dividir l'embut cap endavant per ventilar a banda i banda de la nau perquè es pogués instal·lar una coberta de vol i un hangar. La proposta va quedar en res, però, ja que l'economia de guerra italiana no podia estalviar els recursos necessaris per reparar el Bolzano, i molt menys convertir-lo. Es van fer reparacions a poc a poc a mesura que el material estava disponible fins a principis de 1943, però va romandre fora d'acció. El 5 de juny, els bombarders nord-americans B-17 van atacar La Spezia però no van danyar el Bolzano.
A l'anunci de l'armistici el 8 de setembre de 1943, no essent encara en condicions de tornar a navegar, no va poder seguir el destí de la resta de l'equip naval, obligat per les clàusules d'armistici a traslladar-se a Malta. Com que el vaixell encara es trobava en un estat inutilitzable, la seva tripulació no va enfonsar el Bolzano , sinó que el va deixar parcialment flotant.
El Bolzano, abandonat per la tripulació el 9 de setembre, va caure a les mans dels alemanys que el saquegen (així com la població civil) l'endemà. Desposseït de tot allò que es podia utilitzar, el creuer va ser abandonat a la seva sort.
Tement que els alemanys poguessin enfonsar-lo per bloquejar l'entrada al port de La Spezia  els Aliats el van incloure entre els objectius d'una incursió d'atacants mixtes italo-britanics que es duia a terme. La nit del 21 al 22 de juny de 1944, un equip d'homes granota britànics i italians —Itàlia després d'haver tornat a entrar a la guerra al costat dels aliats— va entrar a La Spezia amb torpedes tripulats Chariot per enfonsar el Bolzano i el Gorizia. Un dels charriots britànic va passar sota el casc del Bolzano i hi va col·locar una càrrega explosiva que va explotar, enfonsant el vaixell.
A l'abril de 1945 , quan els aliats van entrar a La Spezia, va ser trobat enfonsat i caporat al port. El Bolzano va ser formalment eliminat del registre naval el 27 de febrer de 1947, i el setembre de 1949, els treballadors de salvament van aixecar el vaixell i posteriorment va ser desballestat per a la ferralla.